# 심창
심창은 대한민국의 가수다. 2016년 싱글 《후회하고 있어요》로 데뷔했다.

## 방송
- 보이스 코리아 2 (2013) - Top42

## 음반
- 후회하고 있어요 (2016)